# Marie Githinji

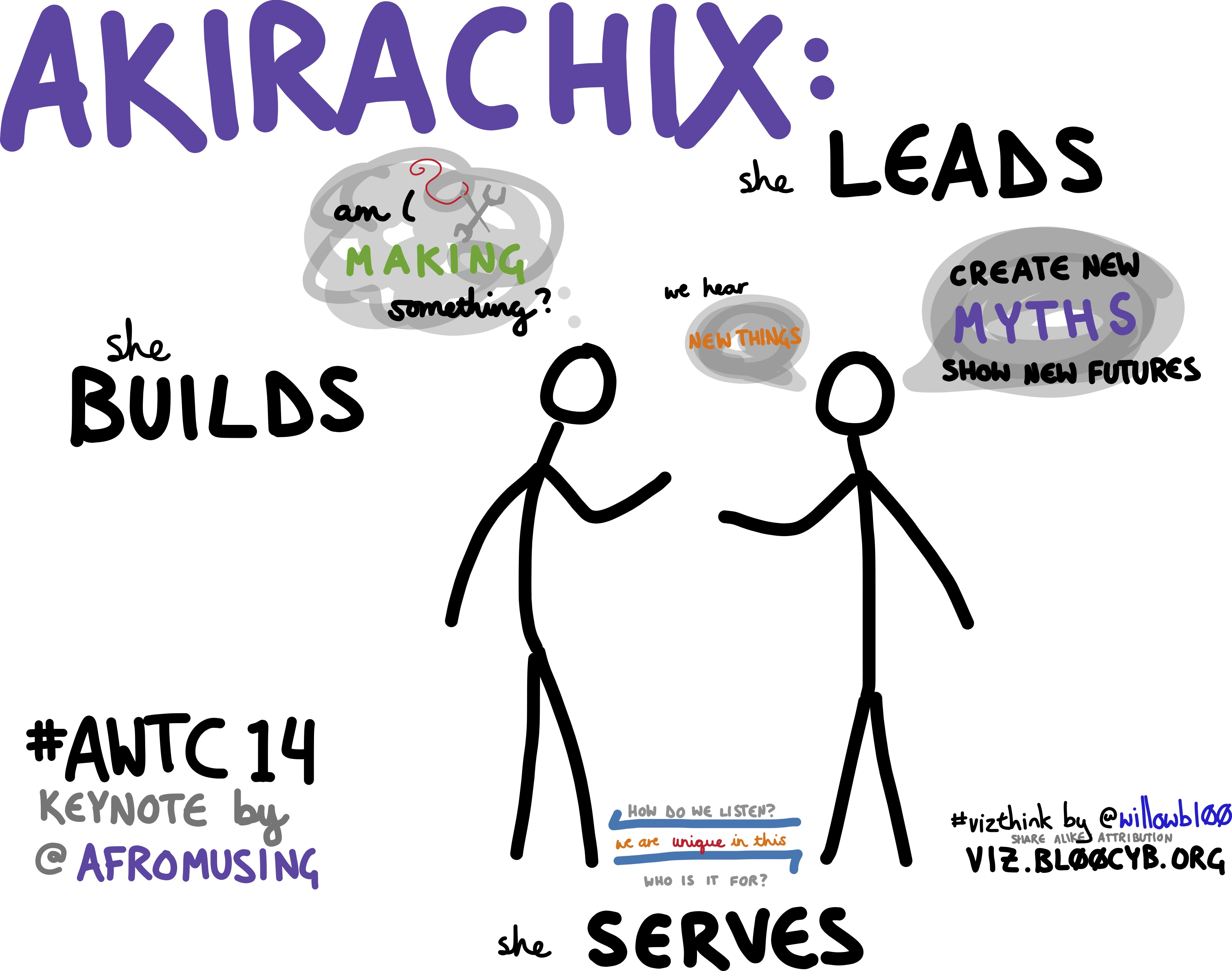
Akirachix

Marie Githinji ist Mitbegründerin von eLimu und Akirachix in Kenia. Sie ist eine Gründerin, Managerin, IT-Freiberuflerin, Programmiererin, Moderatorin und Rednerin bei Leadership Camps. Politisch und gesellschaftlich engagiert sie sich für eine bessere und kindgerechte Bildung in Afrika und für die Förderung von Frauen, insbesondere im Tech-Bereich. Ihr Hauptanliegen ist es, Mädchen mit den Fähigkeiten und dem Selbstvertrauen auszustatten, die sie brauchen, um ihr Leben in die Hand zu nehmen und ihre Gemeinschaften zu beeinflussen. Sie war 13 Jahre lang Geschäftsführerin von Akirachix und 10 Jahre Direktorin bei eLimu. Seit 2024 ist sie Co-Vorsitzende des Global Girl Projects.

## Ausbildung und frühe berufliche Tätigkeiten
Sie begann schon während ihrer Schulzeit mit Programmieren und studierte Wirtschaftsinformatik. Als Softwareentwicklerin hat sie zahlreiche Anwendungen für das Internet entwickelt und programmiert, auch mobile Apps. Sie war Rednerin unter anderem im Jahr 2013 bei Webit Congress in Istanbul. Im April 2014 organisierte sie mit anderen den  ICT Celebration Day im iHub in Nairobi. Sie gehört mit ihrer Arbeit bei Ushahidi, eLimu und Akirachix zu den Pionierinnen des Silicon Savannah.

## Ushahidi
Githiniji arbeitete bei Ushahidi als Senior Developer. Ushahidi ist ein gemeinnütziges Technologieunternehmen, das freie und Open-Source-Software entwickelt. Ushahidi wurde entwickelt, um die Gewalt nach den Wahlen in Kenia zu kartieren. Sie war Teil eines 24-köpfigen Teams, das sich um das Testen  und das Einarbeiten der Nutzererfahrungen bei Ushahidi Version 3.0 kümmerte.

## Akirachix
Githiniji war zusammen mit Judith Owigar, Angela Oduor Lungati und Linda Kamau Gründerin und von April 2010 bis September 2023 CEO bei Akirachix, eine Networking-, Mentoring- und Trainingsplattform für technologieinteressierte Frauen. Es ist ein soziales Unternehmen, das Mädchen und Frauen technische Fähigkeiten vermittelt, insbesondere auch für Mädchen aus den Slums.

## eLimu
Githiniji war zusammen mit Nivi Sharma Gründerin und von Januar 2011 bis Dezember 2020 Direktorin von eLimu, einer Plattform, um kenianischen Grundschulkindern beim Lernen zu helfen, indem sie reichhaltige digitale Inhalte wie Bilder, Comics,  Quiz und Animationen verwendet. Die Inhalte sind abgestimmt auf den Lehrplan und die Beispiele sind aus dem Kontext von afrikanischen Kindern. Es werden auch einfache Finanzkompetenzen und soziale, politische Inhalte, etwa über Staatsbürgerschaft und die kenianische Verfassung vermittelt. Es ist eine der erfolgreichsten EdTech-Innovationen in Afrika.

## Infonet
Githiniji war Programmmanagerin von Infonet, einer Plattform für technologische Innovation, die Bürger und Zivilgesellschaften bei der Erbringung von Dienstleistungen und der demokratischen Regierungsführung mit Hilfe von Technologie unterstützen.
Bei Infonet leitete sie ein Team, das ein Budget-Tracking-Tool namens Ugatuzi entwickelte. Ugatuzi hilft den Bürgern, die Verwaltung der öffentlichen Finanzen zu sehen und damit überwachen. Ugantuzi versucht auch, ein offenes Datensystem und eine Informationsplattform bereitzustellen, auf der sich die Bürger aktiv beteiligen können, dies geht weit über die Rolle eines Whistleblowers hinaus.

## Social Development Network
Githiniji arbeitete auch für die NGO Social Development Network (SODNET). SODNET wurde 1994 als Kinga gegründet und im Juni 1996 als SODNET eingetragen. Ziel ist es, effektive strategische Allianzen zwischen interessierten und sozialen Bewegungen zu ermöglichen, um die Politik in Fragen der sozialen Entwicklung, insbesondere in den Bereichen Ressourcenmanagement, Globalisierung und Information, zu beeinflussen.
Das Social Development Network arbeitet in Partnerschaft mit organisierten Gemeinschaften an der Schaffung einer Welt, die auf sozialer Gerechtigkeit, Demokratie und der Achtung der Menschenwürde und -rechte basiert. Das Motto von SODNET, in Synergie gibt es Kraft für die Entmachteten, betont kollektives Handeln, Verantwortung und Rechenschaftspflicht als notwendige Voraussetzung für eine nachhaltige soziale Entwicklung.

## Bluewave Insurance Agency
Githiniji war die Gründerin der Bluewave Insurance Agency, einer digitalen Versicherungsplattform, die erschwingliche Versicherungslösungen für Geringverdiener in Kenia anbietet.

## Umati Capital
Githiniji war auch die Gründerin von Umati Capital, einem Start-up-Unternehmen, das Finanzlösungen für kleine und mittlere Unternehmen in Kenia anbietet.

## Global Girl Project
Das Global Girl Project hat am 9. Mai 2024 Brita Fernandez Schmidt und Marie Githinji zu Co-Vorsitzenden seines Kuratoriums ernannt. Beide Frauen haben eine gemeinsame Leidenschaft für die Mobilisierung von Mädchen in der männerdominierten Welt. Das Projekt ist ein weltweit agierendes feministisches Projekt, um vor allem marginalisierten Mädchen und Frauen eine Chance zu geben. Die Global Girl Leadership Initiative (GGLI) ist ein Trainingsprogramm für Führungskräfte für Mädchen. Dies wird online an Partnermoderatorinnen übermittelt, die das Programm persönlich mit Gruppen von 10 Mädchen durchführen. Das Programm wird in der jeweiligen Landessprache angeboten, was bedeutet, dass mangelnde Englischkenntnisse kein Hindernis für die Teilnahme darstellen.

## Auszeichnungen
- 2017 Winner of the Women in Africa Entrepreneurs Club der Women in Africa Initiative
- Quartz Africa Innovators 2016 von Quartz
- 2011 Unsung Hero vom Botschafter der USA in Kenia Michael Ranneburger

## Websites
- eLimu
- Global Girl Project